# Der Reitwagen
Der Reitwagen war eine von 1986 bis 2023 erscheinende österreichische Motorrad-Zeitschrift. Der Name entstand in Anlehnung an den von Gottlieb Daimler und Wilhelm Maybach entwickelten Reitwagen, das erste motorradähnliche Kraftfahrzeug. Neben dem Motorradmagazin war der Reitwagen das wichtigste Magazin für Biker in Österreich. Der Reitwagen erschien zehnmal pro Jahr und bestand in der Regel aus 100 Seiten in Vierfarbdruck, etwas breiter als das Format A4.
Der Reitwagen trat auch als Veranstalter lizenzfreier Motorradrennen und von Renntrainings auf. 
Der Schreibstil der Reitwagen-Journalisten und der hohe Verbreitungsgrad vor allem in der Szene der schnellen Biker führte unter anderem dazu, dass neue Wortschöpfungen zuerst von den Lesern, dann von anderen Zeitungen und schließlich von vielen Bikern im Verbreitungsgebiet übernommen werden. So wurden die Bikerjargon-Ausdrücke Winkelwerk (kurvige Landstraßen), herbrennen (abhängen, besiegen), Bürgerkäfig (Personenkraftwagen) und Kilogixxer (Suzuki GSX-R 1000) zum ersten Mal im Reitwagen verwendet.
Die aufscheinenden Redakteursnamen unterstrichen die geschriebene Botschaft. So war etwa Andreas Werth alias Berzerk Herausgeber und Fritz Triendl alias Zonko war bis Mai 2014 18 Jahre lang Chefredakteur (und selbsternannter amtlicher Herbrenner). Weitere schreibende Mitarbeiter waren Bocki Brezn, Bravo Maxa, LOST Espandrillo, Stefan Hötschl, Herr Brenner, Elvis Presser, Joe Zippo und Sir Carl Chopper.
Zweiräder mit weniger als 125 cm³ Hubraum wurden im Reitwagen nur im Zusammenhang mit gelungener Racingabstimmung oder in der Opferrolle bei Testfahrten erwähnt.
Viele Ausgaben des Reitwagens waren schon kurz nach Erscheinen vergriffen.